# Lucien Vincent
Pas d'image ? Cliquez ici
Lucien Vincent, né le 6 avril 1909 à Gueugnon et mort le 19 novembre 2001 à Gournay-sur-Marne, est un pilote automobile français.

## Biographie

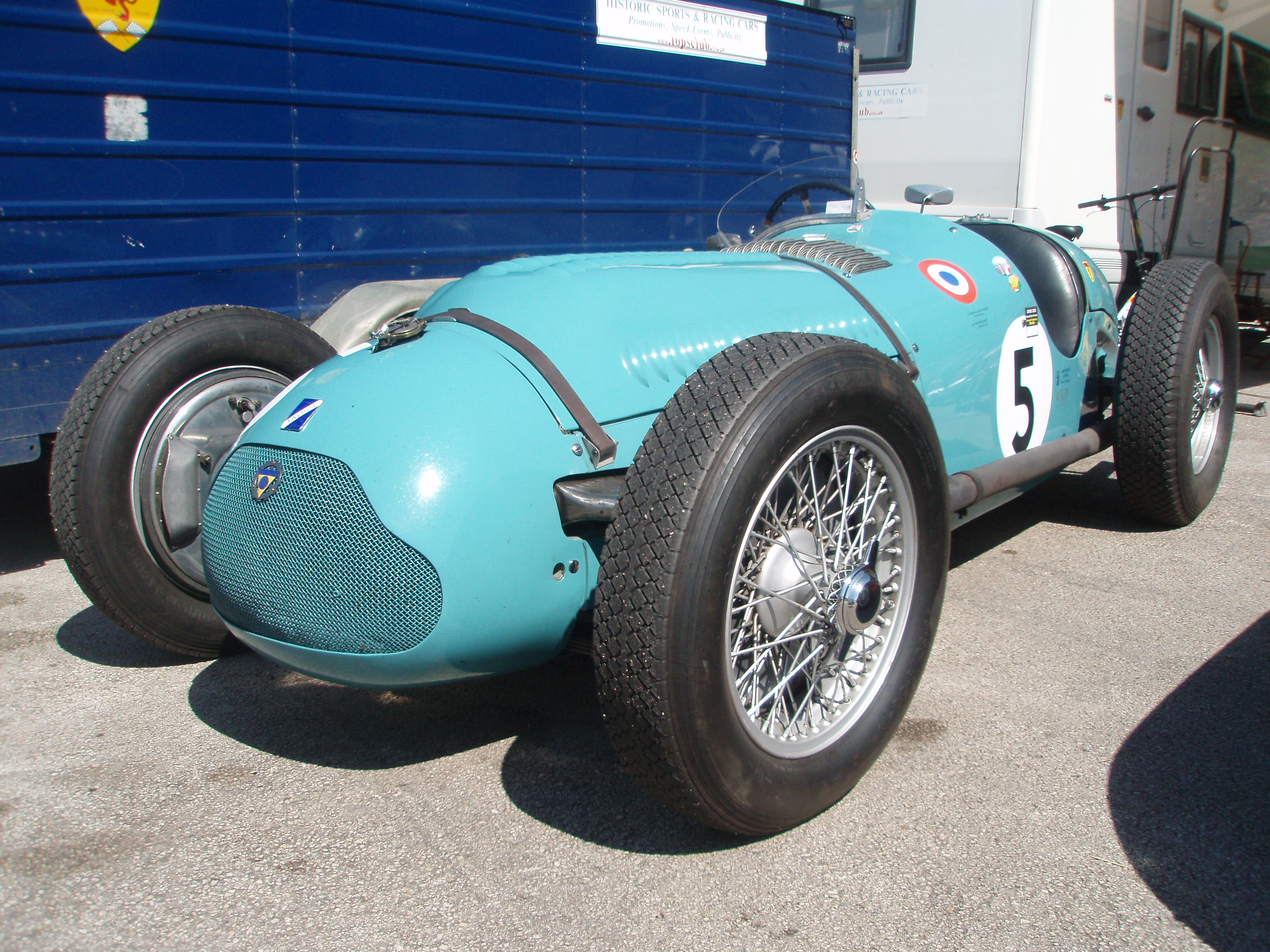
La Talbot-Lago T26C est l'une des voitures les plus utilisées par Lucien Vincent, notamment durant l'année 1951.

Lucien Vincent tente de participer au Grand Prix de France 1951 de Formule 1 sur une Talbot-Lago T26C, mais ne prend pas le départ, ayant juste un statut de pilote suppléant, au cas où un titulaire ne participe pas à la course,.
Après une première participation aux 24 Heures du Mans en 1951 se terminant par un abandon sur problème mécanique, il retente sa chance l'année suivante et termine cinquième avec André Simon, et deuxième de sa catégorie.
Quelques semaines avant, Lucien Vincent se distingue en remportant la Coupe de Printemps à Montlhéry, puis les 12 Heures de Casablanca avec Charles Pozzi, devant des pilotes tels que Jean-Louis Rosier ou Maurice Trintignant.
Il participe encore à des compétitions automobiles, jusqu'en 1956, avec cependant moins de succès, aux 12 Heures de Reims, au Tour de France automobile ou aux Mille Miglia.

## Résultats en compétition automobile

### Résultats aux 24 Heures du Mans
| Saison | Écurie         | Voiture                        | Coéquipiers    | Tours | Pos.             |
| ------ | -------------- | ------------------------------ | -------------- | ----- | ---------------- |
| 1951   | Eugène Chaboud | Talbot-Lago T26C               | Eugène Chaboud | 33    | Abandon (moteur) |
| 1952   | Luigi Chinetti | Ferrari 340 America Berlinetta | André Simon    | 249   | 5e               |

### Résultats dans les autres courses
- 3e des Coupes du Salon en 1951 sur Talbot-Lago T26C
- 2e de la catégorie Production des Coupes de la vitesse en 1952 sur Talbot-Lago T26C
- Vainqueur de la Coupe de Printemps en 1952 sur Talbot-Lago T26C
- Vainqueur des 12 Heures de Casablanca en 1952 sur Talbot-Lago T26C avec Charles Pozzi
- 2e des Coupes de la vitesse en 1956
- 143e des Mille Miglia en 1956 sur Peugeot 403